# ترزا دیدریش
ترزا دیدریش (انگلیسی: Theresa Diederich؛ زادهٔ ۵ نوامبر ۱۹۹۲) بازیکن فوتبال اهل ایالات متحده آمریکا است.
از باشگاه‌هایی که در آن بازی کرده‌است می‌توان به اسکای بلو اف‌سی اشاره کرد.